# Victoriaans tijdperk

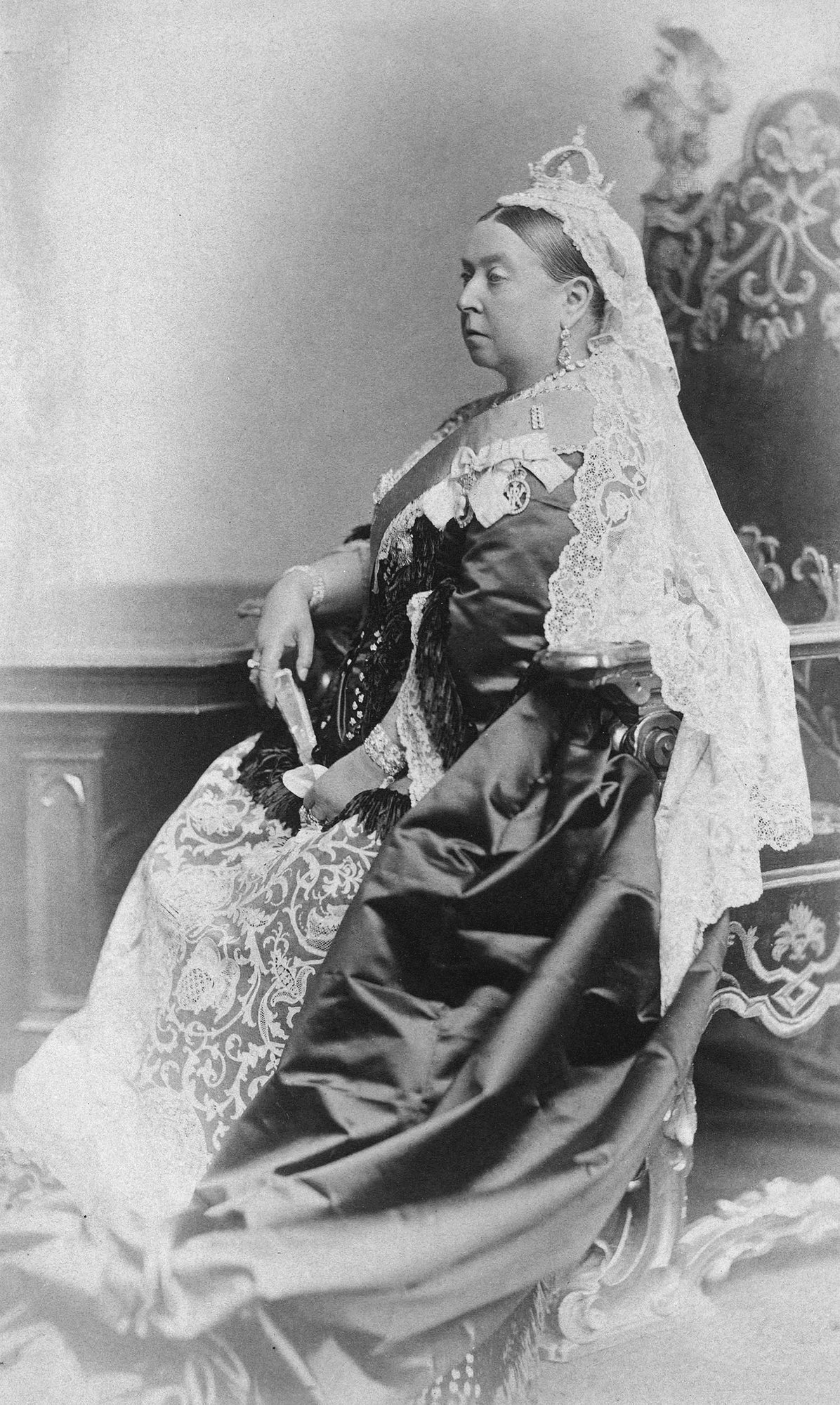
Koningin Victoria naar wie het tijdperk vernoemd is

Het victoriaans tijdperk van het Verenigd Koninkrijk van Groot-Brittannië en Ierland was het tijdperk van het bewind van koningin Victoria, dat duurde van 1837 tot 1901. De periode wordt gezien als een tijd van voorspoed in Groot-Brittannië. Tijdens deze periode ontstond er in dat land een welopgevoede middenklasse. Dit was te danken aan het profijt van de overzeese gebieden van het Britse Rijk, alsook de industriële ontwikkelingen binnen Groot-Brittannië.

## Algemeen
Het victoriaans tijdperk werd voorafgegaan door het georgiaans tijdperk en gevolgd door het edwardiaans tijdperk. De laatste helft van koningin Victoria's regeerperiode viel samen met het eerste deel van de belle époque in continentaal Europa.
Het victoriaans tijdperk wordt dikwijls gezien als een lange periode van vrede en voorspoed, bekend als Pax Britannica. Hoewel Groot-Brittannië in die tijd elk jaar in een oorlog verwikkeld raakte, werd de periode gekenmerkt door economische en industriële vooruitgang. Ook waren het hoogtijdagen voor het Britse koloniale beleid, hoewel dit korte tijd werd verhinderd door de Krimoorlog. Tegen het einde van de 19e eeuw leidde het Britse beleid omtrent imperialisme tot koloniale conflicten, waaronder de Engels-Zanzibarese Oorlog en de Boerenoorlog.
De gezamenlijke populatie van Engeland en Wales verdubbelde tijdens deze periode, van 16,8 miljoen in 1851 tot 30,5 miljoen in 1901. De populatie van Schotland nam ook toe, van 2,8 miljoen in 1851 tot 4,4 miljoen in 1901. De populatie van Ierland nam daarentegen drastisch af van 8,2 miljoen in 1841 tot minder dan 4,5 miljoen in 1901. Dit kwam voornamelijk door de Ierse hongersnood.

## Tijdsbeschrijving
Onder Victoria was Groot-Brittannië de toonaangevende natie op de wereld en het Britse Rijk een wereldrijk. Hoe men in Groot-Brittannië over de zaken dacht, werd over nagenoeg de gehele wereld van belang geacht.
Een stereotiep beeld van de victoriaanse tijd is dat deze gekenmerkt werd door een angstvallige preutsheid. Een van de gevolgen hiervan was bijvoorbeeld dat ongetrouwde vrouwen die zwanger raakten, maatschappelijk met de nek aangekeken werden. Overal ontstonden plekken waar vrouwen hun baby achter konden laten. Een van deze personen waar dit bij kon was Amelia Dyer. Zij beloofde voor de kinderen te zorgen, maar de kinderen bleven nooit meer dan een week onder haar zorg. Waarschijnlijk heeft zij tussen de 200 en 400 kinderen vermoord. 
De victoriaanse tijd was ook de periode van de industriële revolutie, het kolonialisme, imperialisme en sociale ongelijkheid, vooral tussen mannen en vrouwen. De stromingen van de romantiek, het communisme en het anarchisme ontstonden.
Elementen van de victoriaanse levenshouding zijn: conservatisme, zelfvoldaanheid, strenge fatsoensnormen, nuchterheid en humorloosheid. De gegoede burger gaf de toon aan; vroomheid en ingetogenheid waren de deugden die een ieder moest beoefenen; uitingen van seksualiteit en erotiek waren in het openbare leven taboe.
Typerend is ook dat het verschijnsel van de zogenaamde dubbele moraal op seksueel gebied (volstrekt verschillende normen voor man en vrouw) hoogtij vierde. Voor vrouwen was 'kuisheid' het belangrijkste ideaal. Voor mannen was het getolereerd, als ze dat maar niet al te publiekelijk verkondigden, om van de diensten van prostituees gebruik te maken in de talloze informele bordelen die bijvoorbeeld Londen rijk was. De welvaart en zelfvoldaanheid van het burgerdom zijn weerspiegeld in de victoriaanse stijl.
Over het algemeen was men overtuigd van de superioriteit van de westerse beschaving die de 'onbeschaafde' rest van de wereld moest 'redden van hun barbaarse gewoonten' en tot het christendom moest brengen (zie 'The white man's burden'). Een optimistisch vooruitgangsgeloof was de norm in Europa en Amerika.

## Opkomende kritiek
Gedurende de 19de eeuw kwamen er ook stromingen op die een minder optimistisch en gezapig wereldbeeld propageerden. Het opkomende sociaal darwinisme, voortgekomen uit het evolutionisme, stelde dat de mens niet verschilde van de dieren en ook onderworpen was aan de strijd om het bestaan zoals de rest van de natuur. De filosoof Nietzsche ontwikkelde een pessimistisch en nihilistisch wereldbeeld en verkondigde: 'God is dood'. Rond 1900, het fin de siècle, zag men een verdere kentering bij stromingen als het narcistische decadentisme dat het motto huldigde: 'feest vandaag want morgen sterven wij'. Het victoriaanse wereldbeeld hield stand tot aan de slachtingen van de Eerste Wereldoorlog, die ervoor zorgde dat een cultuurpessimisme in de westerse wereld ingang vond.